# 容扎克醫生性侵案
容扎克醫生性侵案（法語：Affaire Joël Le Scouarnec）是涉及一位 1950 年出生於巴黎的外科醫生喬埃爾·勒斯庫亞內克。他被數百人指控性侵及涉及兒童性犯罪的行為。這些事件的時間跨度長達數年，並涉及多個城市。
2020 年，他因對四名未成年少女的強姦或性侵害行為被判處 15 年有期徒刑，並提出上訴。此外，他還被指控在另一案件中對 312 名潛在受害者進行強姦和性侵。

## 首次判刑
2004年秋天，美國聯邦調查局（FBI）在執行名為「獵鷹行動」（Opération Falcon）的調查時，發現喬埃爾·勒斯庫亞內克曾在三個兒童色情網站上付款。隨後，法國瓦訥市（Vannes）的刑事法院於2005年10月判處他四個月緩刑，罪名是「輸入與持有兒童色情影像」。然而，這項判決並未立即登錄於他的刑事紀錄中，因此他仍能夠繼續從事醫療工作，且未被禁止接觸未成年人。
2006年4月，勒斯庫亞內克在坎佩莱醫院申請正式編制醫師資格。當年6月，醫院內的一名醫師得知他的前科後提出警告，但當他在2006年8月獲得正式職位時，官方登錄的刑事紀錄仍然是空白。隨後，其他醫師也陸續提出疑慮，然而，由於行政體系的錯誤與疏忽，他依然持續行醫。當地政府後來表示，勒斯庫亞內克於2005年瓦訥市的判決中，曾被標記為「行為未再犯」，因此未被特別關注。
2008年，他被正式錄取至瓊扎克（Jonzac）醫院，當時他的刑事紀錄已更新，但仍未受到任何額外限制。醫院管理層解釋，由於醫療人力短缺，他得以順利入職，且當時的判決並未涉及「任何肢體侵犯」。
因應政府與醫界對此案的處理方式備受質疑，2022年7月與2023年4月，兒童保護組織「兒童之聲協會」（La Voix de l’Enfant）對政府提起告訴，指控其涉嫌「未阻止犯罪行為發生」以及「危害他人安全」。

## 對四名未成年少女的性侵與性騷擾指控
在這起案件爆發之前，喬埃爾·勒斯庫亞內克已因另一樁案件而遭到起訴。他被控對四名未成年少女犯下性侵、性騷擾及猥褻行為，因此於2020年3月13日至17日在滨海夏朗德省桑特刑事法院接受審判。
這四名受害者分別是他的兩名姪女、一名洛什醫院的年幼病患，以及一名與他同住容扎克社區的鄰家女孩⁵。勒史寇阿內克在等待審判期間，於2017年5月被送往聖特市的看守所羈押。
2020年12月3日，法院裁定他對其中一名姪女及一名年幼病患犯下性騷擾罪，並對另一名姪女及鄰家女孩犯下強暴罪，因此判處他15年有期徒刑。被告隨後提出上訴，但一年後撤回。

## 對312人性侵與性虐待的指控

### 疑似犯罪歷史
這件事開始於住在容扎克的一位六歲小女孩的陳述。2017年4月，她向父母表示，她的鄰居，當時是一名66歲的醫生，曾在她面前暴露自己，並對她進行了性侵害。

### 司法調查
警方對喬埃爾·勒斯庫亞內克的住家進行突擊搜查，並在現場發現了他的私人日記。這些筆記本內含許多詳細記錄，其中最早的內容可追溯至1980年代，並且列出了約200名兒童的姓名，搭配極具指控性的細節。
面對這些證據，勒斯庫瓦內克的律師辯稱，這些內容只是幻想，並不代表他真的有犯罪行為。然而，警方在搜查時，還在他的家中發現了假髮與藏在地板下的性玩具，這些物品進一步加強了對他的指控。
這些日記內容讓警方能夠聯繫到一些可能的過去受害者，調查範圍從滨海夏朗德省擴展至莫尔比昂省，因為調查顯示，勒斯庫瓦內克的大部分疑似犯罪行為可能都發生在莫比漢省。
截至2024年4月底，本案的司法調查正式結束，警方已經確認了312名受害者，但其中19名受害者因為案件已超過法律追訴時效，無法提告。這起案件的規模之龐大，被媒體形容為「極為罕見」。
2024年9月，檢方正式對喬爾·勒斯庫瓦內克提出指控，並將他移交至莫比漢省刑事法院（Cour Criminelle du Morbihan）審理。2025年2月24日，他的審判正式開始，預計將於6月3日結束，接著6月4日至6日進行評議，最終判決將隨即公布。
2025年2月13日，法國醫師公會（Ordre des Médecins）發表聲明，宣布將作為本案的附帶民事當事人（partie civile），參與審判。然而，2月21日，58名醫師聯名發表公開信，要求醫師公會退出附帶民事訴訟，批評該組織長年對於醫界內的性侵害問題視而不見，甚至有縱容之嫌。這場爭議進一步激起社會對醫療監管制度的質疑，許多人認為這起案件凸顯了法國醫界在性犯罪監管上的嚴重缺失。